# Friedrich Sigismund Leuckart
Friedrich Andreas Sigismund Leuckart (ur. 26 sierpnia 1794 w Helmstedt, zm. 25 sierpnia 1843 we Fryburgu Bryzgowijskim) – niemiecki lekarz, zoolog, parazytolog.

## Życiorys
Leuckart urodził się 26 sierpnia 1794 roku w Helmstedt jako najmłodszy syn właściciela drukarni i senatora. W latach 1812–1816 studiował medycynę i nauki przyrodnicze na uniwersytecie w Getyndze. Następnie współpracował z J.L. Ch. Gravenhorstem we Wrocławiu, z parazytologiem Johannem Gottfriedem Bremserem w Wiedniu, gdzie rozpoczął badania nad robakami pasożytniczymi, które kontynuował u Karla Rudolphiego w Berlinie. Przez rok pracował z Johannem Friedrichem Meckelem, specjalistą w anatomii porównawczej.
W 1823 roku Leuckart został privatdozentem a w 1829 roku profesorem fizjologii, anatomii porównawczej i zoologii na uniwersytecie w Heidelbergu. W 1832 roku objął profesurę na uniwersytecie we Fryburgu Bryzgowijskim. Członek Leopoldiny.
Leuckart specjalizował się w badaniach nad robakami pasożytniczymi, m.in. helmintami, zajmował się ich morfologią i systematyką. Zmarł 25 sierpnia 1843 we Fryburgu Bryzgowijskim. Jego bratanek Rudolf Leuckart (1822–1898) również specjalizował się w parazytologii.

## Prace
- De Equo bisulco molinse, Göttingen, 1816;
- Zoologische Bruchstücke, Helmstedt, 1819–42;
- Andeutung über den Gang, der bei der Bearbeitung der Naturgeschichte, besonders der der Zoologie von ihrem Beginne bis auf unsere Zeiten genommen ist, Heidelberg und Leipzig, 1826;
- Versuch einer naturgemäßen Eintheilung der Helminthen, Heidelberg und Leipzig, 1827;
- Einleitung in die Organiatrik und insbesondere die Zoïatrik oder Thierarzneikunde: für Vorlesungen über Thierarzneikunde und als Vorbereitung zum Studium derselben: nebst Angabe der wichtigeren allgemeinen, teutschen und ausländischen, thierarzneilichen Schriften, Heidelberg: Winter, 1832;
- Allgemeine Einleitung in die Naturgeschichte, Stuttgart: E. Schweizerbart'sche Verlagsbuchhandlung, 1832;
- Über die Verbreitung der übriggebliebenen Reste einer vorweltlichen organischen Schöpfung, Freiburg i.Br. 1835;
- Untersuchung über das Zwischen-Kieferbein des Menschen in seiner normalen und abnormen Metamorphose: ein Beitrag zur Entwicklungsgeschichte des Menschen nebst Betrachtungen über das Zwischenkieferbein der Thiere, Stuttgart: Schweizerbart, 1840[1].